# 热盘菌属
热盘菌属為除硫球菌目除硫球菌科的一属革兰氏阴性菌。栖息于海洋热硫磺泉。此属的模式种为海洋热盘菌(Thermodiscus )。

## 下属物种
- 海洋热盘菌 Thermodiscus maritimus Stetter 2003